# Ústecký seniorát

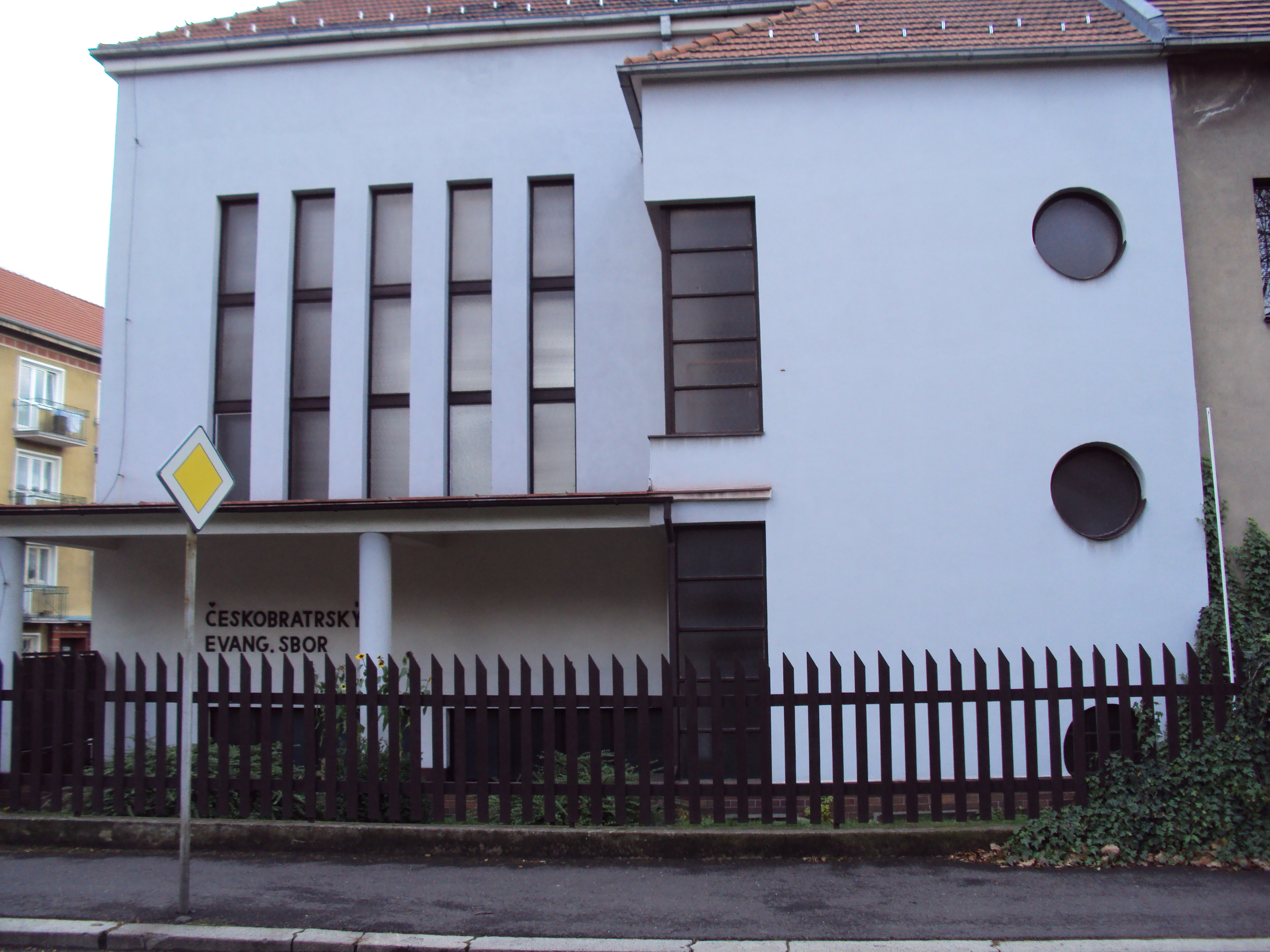
Sídlo sboru v Teplicích - Trnovanech

Ústecký seniorát je seniorát Českobratrské církve evangelické, zahrnuje evangelické sbory ze severozápadní části Čech.
V jeho čele stojí senior Tomáš Pavelka, farář sboru v Lounech, a seniorátní kurátorka Vlasta Erdingerová a jejich náměstci farář Tomáš Jun a Alena Hálová.
Rozloha seniorátu je 4962 km², zahrnuje 13 sborů, které mají dohromady 1008 členů (údaje k 3. 4. 2024).